# Fort Verchères
 (novembre 2023).
Si vous disposez d'ouvrages ou d'articles de référence ou si vous connaissez des sites web de qualité traitant du thème abordé ici, merci de compléter l'article en donnant les références utiles à sa vérifiabilité et en les liant à la section « Notes et références ».

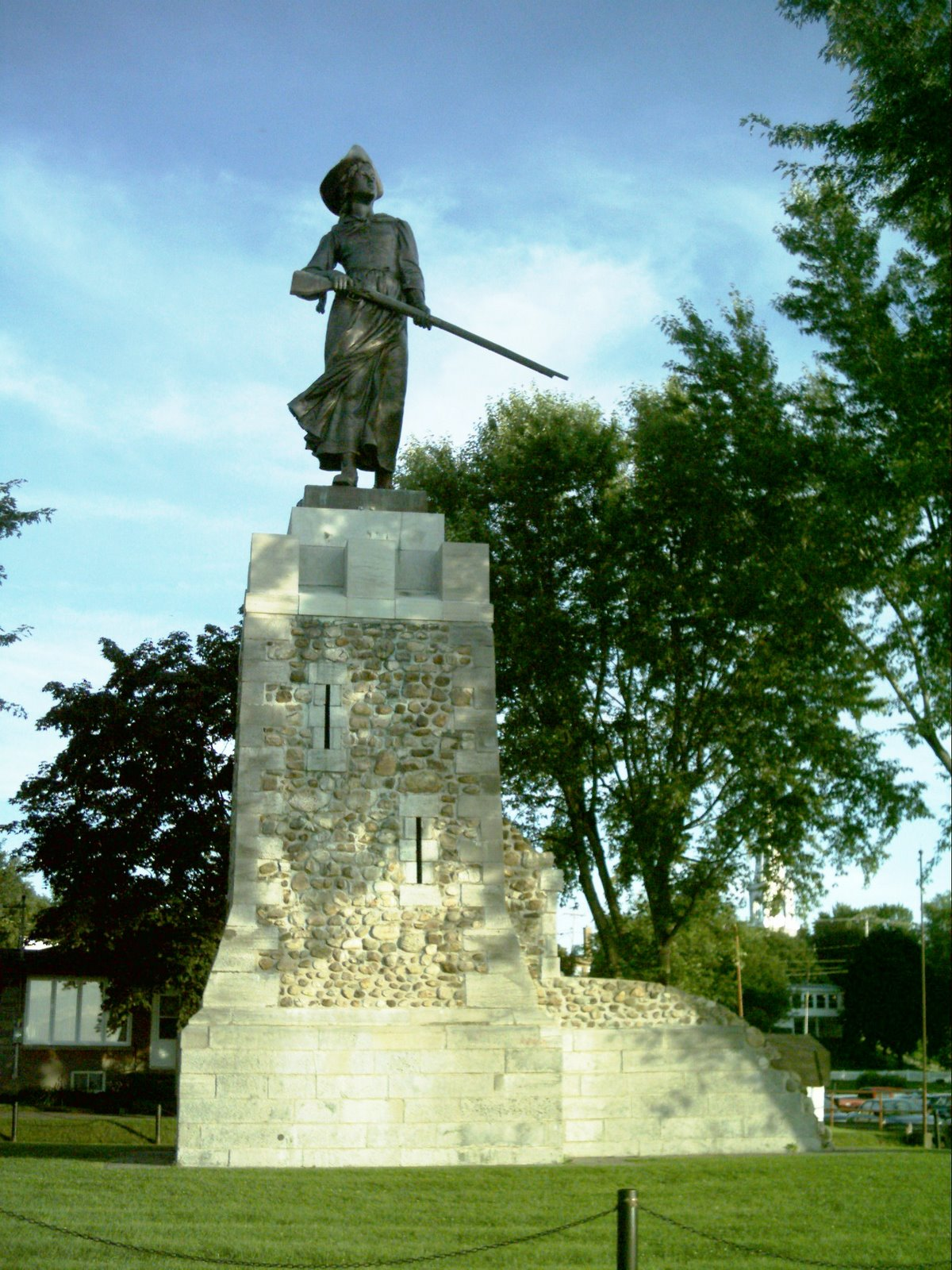
Statue de Madeleine de Verchères

Le fort Verchères est un fort français construit en 1672, en même temps que le village de Verchères, au Canada. Cette année marque le plus grand nombre de colons venu au Canada depuis sa fondation. 
Le fort est dans un premier temps fait de palissades.  Les habitants repoussent une attaque des Iroquois en 1690. Une autre attaque est déjouée par une jeune fille de 14 ans, Madeleine de Verchères, en octobre 1692.